# جيني اولسون
جيني اولسون (بالسويدية: Jenny Olsson) هي متزحلقة سويدية، ولدت في 14 يوليو 1979 في ستوكهولم في السويد، وتوفيت في 15 أبريل 2012 في بلدية أوسترسوند ‏ في السويد بسبب سرطان الثدي.

## وصلات خارجية
- جيني اولسون على موقع الاتحاد الدولي للتزلج (التزلج الريفي) (الإنجليزية)
- جيني اولسون على موقع أوليمبيديا (الإنجليزية)
- جيني اولسون على موقع اللجنة الأولمبية السويدية (السويدية)